# Intuitivisme
Ne doit pas être confondu avec Intuitionnisme.
L'intuitivisme (du russe : интуитиви́зм) est une conception philosophique et religieuse, se rapportant à la théorie de la connaissance, qui met en avant l'idée d'intuition ou de connaissance immédiate. Il prend naissance dans la philosophie russe au tournant des XIXe et XXe siècles mais il tire sa source des traditions anciennes de la mystique, où philosophie et religion étaient étroitement associées. Ses représentants les plus marquants sont Nicolas Lossky et Siméon Frank. 
L'intuitivisme se fonde sur le principe et la possibilité du savoir immédiat. Sur le plan religieux, ce savoir se manifeste comme une union étroite entre l'esprit humain et Dieu dans les conditions mêmes de l'existence terrestre. En tant que connaissance du monde et des choses, il s'agit d'une saisie directe de la vérité, d'une compréhension intime de la réalité vivante qui échappe aux formes secondaires de la connaissance que sont la connaissance sensible et le savoir conceptuel.
Les idées défendues par l'intuitivisme ont été développées en Russie par Dmitri Boldyrev, Sergueï Levitski, Vladimir Kojevnikov, Alexeï Lossev et, sous une forme moins spiritualiste, par B. N. Babynine, F. F. Berejkov, Alexandre Ogniov et Pavel Popov.

## Thèses générales
D'après Nicolas Lossky et Siméon Frank, on peut retrouver certaines des thèses de l'intuitivisme dans plusieurs écoles ou doctrines philosophiques du passé. Parmi elles, il y aurait la philosophie du « sens commun » de l'école écossaise des XVIIIe et XIXe siècles, les doctrines de Schelling, de Hegel, des slavophiles, la philosophie de Franz Brentano, la théorie de la connaissance de Vladimir Soloviev, la « philosophie immanente », le bergsonisme, le néoréalisme anglo-américain. Comme eux, l'intuitivisme récuse l'idéalisme subjectif, le psychologisme et l'agnosticisme, et adopte une conception « réaliste » de la vérité. 
La thèse principale de l'intuitivisme, commune aux différents courants, est celle du caractère immédiat de la véritable connaissance, soit par une relation directe du sujet avec l'objet de connaissance, soit par la présence de ce dernier dans la conscience du sujet. Il n'existe ainsi, d'après Lossky, ni « cloison étanche » insurmontable, susceptible de compromettre la possibilité de la véritable connaissance, ni quoi que ce soit qui puisse ressembler à un quelconque écran ou voile entre l'esprit et le monde. Pour l'intuitivisme, vérité et être sont équivalents ; la vérité n'est atteinte, souligne Lossky, que pour autant que le savoir est constitué « seulement d'éléments provenant de l'objet lui-même ».
Selon la doctrine intuitiviste, on est conduit à un abîme infranchissable entre savoir et objet lorsque la connaissance est interprétée comme un contact à distance entre son objet et la conscience humaine. En considérant ainsi la connaissance, « ce n'est pas le monde extérieur que l'homme connaît », déclare Lossky, mais seulement les effets seconds induits par le monde sous forme de sensations, d'impressions, d'idées, ce qui entraîne, selon les termes de Frank, « un dédoublement artificiel du monde », une scission entre les objets, d'un côté, et leur réplique dans la sphère de la conscience, de l'autre côté. Pour surmonter ce dualisme artificiel, il faut éviter d'accorder aux sensations le rôle d’intermédiaire entre l'esprit et le monde. 
L'intuitivisme s'oppose radicalement au kantisme et à sa conception de la vérité. En effet, affirme Lossky, l'approche intuitiviste identifie les objets de la connaissance non pas à des constructions conceptuelles sur la base des phénomènes, comme c'est le cas chez Kant, mais au « noumène » ou à la « chose en soi » : 
« Les objets de la connaissance, soumis aux formes idéales (principes a priori), sont, non pas des phénomènes, mais l'être véritable (les choses en soi) ; les conditions de possibilité des choses, i. e. du système du monde, sont en même temps les conditions du savoir ».

## Intuitivisme «personnaliste»
Dans sa version personnaliste, l'intuitivisme postule une présence immédiate de l'être dans la conscience même du sujet. Les doctrines de Lossky et de Frank, qui adoptent cette thèse, s'opposent néanmoins sur le statut des sensations.

### Lossky
Nicolas Lossky élabore une théorie originale de la connaissance qui permet selon lui de résoudre le problème des perceptions ou des sensations. Il leur retire d'une part leur rôle de source unique de connaissance tout en confirmant leur caractère objectif. Avec les sensations, l'objet est saisi par intuition immédiate « dans l'original », et non médiatement en passant par la machinerie psychophysique des processus sensoriels et cognitifs. Lossky qualifie de « trans-subjectives » les qualités sensibles telles que les couleurs, les sons, la chaleur, car elles appartiennent aux objets mêmes du monde extérieur. 
Cette conception s'oppose aux « théories causales de la perception où l'irritation des organes sensoriels […] est considérée comme cause qui produit le contenu de la perception ». En effet, ces théories conduisent à « subjectiver » ou à « psychologiser » les qualités sensibles. Pour Lossky, « l'irritation de l'organe sensoriel et le processus physiologique dans les centres nerveux de l'encéphale ne sont pas la cause qui engendre le contenu perçu, mais uniquement un stimulus qui incite le « moi » connaissant à diriger son attention et ses actes de discernement sur l'objet même du monde extérieur ».
Lossky distingue trois genres d'intuition capables de produire une vérité objective :
1. l'intuition sensible, portant en même temps sur les états psychiques et corporels du sujet et sur ceux du monde environnant
2. l'intuition intellectuelle, portant sur les fondements idéaux, les principes et les lois de l'être
3. l'intuition mystique, portant sur les « sphères » métalogiques de l'être, autrement dit, sur Dieu.

Il développe également l'idée d'un critère « psychologique » de la vérité, qui consiste dans le sentiment particulier d' « objectivité » et de « contrainte » émanant de l'objet et des liaisons qui le constituent. Le sentiment inverse de « subjectivité » signifie que le sujet dévie vers une conception ou une croyance qu'il produit lui-même. Quant au critère « suprême » de la vérité, il consiste en « la présence de l'objet à connaître dans le savoir, l'attestation que celui-ci donne de lui-même ».

### Frank
Contrairement à Lossky, Siméon Frank considère qu' « une coïncidence complète de la conscience et de l'être » n'est réalisable « que pour ce qui regarde la conscience divine ». Le sentiment religieux est donc la forme d'intuition la plus authentique, tandis que l'expérience sensible du monde physique n'est qu'un phénomène d'ordre psychologique. Cette idée radicale implique une forme d'anti-sensualisme, qui conduit Frank à affirmer que « la sensation est, en règle générale, un terme dépourvu de caractère objectif et exclusivement psychologique qui n'a pas de place dans la théorie du savoir ».
Pour Frank, l'intuition est « une illumination soudaine » rebelle à une organisation consciente et qui ne se laisse pas exprimer dans des symboles verbaux. Il en distingue deux genres :
1. la vision intuitionnante (savoir-pensée), fondée sur les opérations de pensée d'ordre logique
2. l'intuition vivante (savoir-vie), qui correspond à l'étape inaugurale du processus cognitif

La vision intuitionnante s'efforce « par étapes successives, maillon après maillon, de reconstituer, dans la cohérence de son mouvement, la multiplicité initiale de l'intuition [vivante]», ce qui en fait un mode de connaissance laborieux, partiel et schématique. Dans l'intuition vivante, au contraire, se trouve conservée, de manière inexprimable, « le caractère d'intégralité ou de vivante plénitude inhérente à l'objet lui-même. »

## Intuitivisme «réaliste»
S'inscrivant au départ dans un contexte religieux et spiritualiste, les recherches épistémologiques associées à l'intuitivisme se poursuivent sous l'ère soviétique, s'adaptant au nouveau contexte idéologique matérialiste et bolchevique. Ainsi, en 1926, est publié à Moscou un recueil d'articles intitulé Les voies du réalisme, par B. N. Babynine, F. F. Berejkov, Alexandre Ogniov et Pavel Popov. Ils qualifient ensemble de « réalisme intuitiviste » leur philosophie, en référence au « réalisme direct », ou « néoréalisme », défendu par les philosophes anglo-américains Samuel Alexander, William Montague et Ralph Perry, entre autres. À l'instar du néoréalisme, le réalisme intuitiviste part de l'idée que la relation entre le sujet et l'objet est directe et objective, et qu'elle est fondamentalement du même type que celle qui peut unir deux objets physiques dans l'espace.